# Teorie rámování
Teorie rámování je pojem z oblasti společenských věd zabývající se jednotlivci, skupinami a společnostmi, jejich organizací a vnímáním reality a způsobu komunikace o ní. Fakt, že člověk je součástí jisté jazykové komunity, například bezprostředně ovlivňuje jeho vnímání významů přikládaných slovům a frázím. Rámec je pak základní jednotka organizace zkušenosti a analýzu těchto rámců označujeme jako studium organizace zkušenosti. Rámce nepopisují strukturu společenského života, ale strukturu zkušeností.
Důležitá skupina rámců jsou rámce základní, které se dále dělí na přírodní a sociální.

## Vznik termínu
Termín teorie rámování se poprvé objevil v sociologii v polovině padesátých let 20. století a za jeho autora je považován Gregory Bateson. Ve svém článku[ujasnit] mluví o tom, že stanoviska nemají přirozený význam, ale osvojují si ty významy, které jsou vytvořeny kontextem a stylem, ve kterých jsou stanoviska uvedena. Největší pozornost ale teorii rámování věnoval Ervin Goffman ve své knize Analýza rámců: Pojednání o uspořádání zkušenosti (1974), která je považována za jedno z jeho nedůležitějších děl. Od roku 1993, kdy byl publikován článek od R. Entmana, je teorie rámování hojně užívána i v souvislosti s mediálními a komunikačními studii. Od 90. let minulého století je tento termín užíván v mnoha žurnalistických studiích, s nejvyšší četností pak v letech 2008 a 2009.

## Charakteristika teorie

### Základní rámce
Ve chvíli, kdy jedinec přijde do styku s určitou událostí, má ve zvyku přikládat jí význam, který můžeme označit jako základní rámec. Jedná o rámec, který není ovlivněn předem danými výklady a o jehož pravdivosti jedinec nepochybuje. Jeho prospěšnost není závislá na jiných rámcích.
Primární rámce jsou dále děleny na přírodní a sociální. Přírodní rámce určují takové události, které podle nás nic neřídí, vnímáme je zkrátka jako fyzikální jevy, jako události od začátku do konce ovlivněné pouze přírodními faktory. Sociální rámce nám oproti tomu umožňují pochopit události, která zahrnují vůli, záměr či jakékoli úsilí o ovlivnění situace inteligentní bytostí, nejčastěji tedy člověkem. Všechny sociální rámce zahrnují pravidla. Sociální rámování vychází z rámování přírodního.

### Divadelní rámec
Jedním příkladem rámců, kterými se Goffman zabývá, je divadelní rámec. V rámci svého dramaturgického přístupu ke světu Goffman vytváří pojem představení. V představení se z jedince stává herec a tím pádem je již v pořádku ho sledovat a pozorovat. Herec ve svém představení musí zaujmout své publikum, tedy ostatní jedince, kteří jeho činnosti přihlíží. Herec dále představuje postavu či charakter, který hraje. Stejně tak jako jedinec zastává několik různých rolí – roli manžela, otce, zaměstnance, atd.
Nedílnou součást tohoto divadelní rámce tvoří i publikum. Herec s publikem spolu interagují. Diváci mohou dát najevo, že se jim představení líbí, ale pouze když představení přímo nenarušují. Příkladem divadelního rámce nemusí být jen divadelní představení, ale i balet, koncerty, svatby, apod.

### Klíč a šifrování
Klíč v teorii rámování označuje soubor pravidel, kterými je daná činnost, již lze interpretovat pomocí základního rámce, převedena do něčeho, co je sice vytvořené podle této činnosti, ale co její účastníci vidí jako něco úplně jiného. Tento proces se nazývá šifrování. Předpokládá se, že účastníci určité činnosti vědí a otevřeně uznávají, že se jedná o systematickou změnu, která jim pomůže znovu ustanovit, co se děje. K dispozici mají pokyny, kdy transformace začne a kdy skončí. Šifrování není omezeno na události nějakého konkrétního druhu. Transformace, který díky šifrování probíhá, takto transformovanou činnost změní jen mírně, značně ale změní pohled účastníků na danou činnost. Šifrování tedy hraje rozhodující roli v tom, jak určujeme, co se ve skutečnosti kolem nás děje.

## Využití teorie
Teorie rámování je dodnes hojně využívána zejména v mediálních studiích, ale paradoxně je její koncept méně jednoznačný, než tomu bylo v době jejího vzniku. Za ambivalencí toho termínu stojí inkonzistence toho, jak je termín definovaný, či jak jsou tyto definice spojovány s jejich původní formulací. Můžeme se setkat s různým významem napříč mediálními, politickými a dalšími společenskými vědami.
Rámce můžeme aplikovat i na to, jak média ovlivňují náš pohled na věci způsobem, jakým nám informace podávají, zejména v souvislosti s kontroverzními tématy, například v roce 2015 započatá uprchlická krize.
Největší rozdíl v typech použitých rámců nenalezneme mezi různými typy médií (televize, tisk, rádio, atd.), ale mezi médii s různou mírou serióznosti. Zatímco střízlivá a seriózní média ve zprávách častěji používají rámce zabývající se zodpovědností a konfliktem, senzacechtivá média ve zprávách používají spíše rámce zaměřující se na lidské vnímání.